# Давидове
Дави́дове (до 1948 року — Шейхко́й, крим. Şeyhköy) — селище в Україні, у Сімферопольському районі Автономної Республіки Крим, орган місцевого самоврядування — Донська сільська рада. Населення становить 5 осіб (станом на 2001 рік). Селище розташоване на північному сході Сімферопольського району.
У 2023 році у проєкті Постанови Верховної Ради України «Про перейменування деяких населених пунктів Автономної Республіки Крим» селище запропоновано перейменувати на Шейхкой.

## Сучасність
У Давидовому 1 вулиця — Вишнева, площа, займана селищем, 1,1 гектара, на якій в 7 дворах, за даними сільради на 2009 рік, числилось 7 жителів. Село пов'язане автобусним сполученням з Сімферополь.

## Географія
Селище Давидове розташоване на сході району, приблизно у двадцяти двох кілометрах (по шосе) від Сімферополя. Давидове знаходиться в передгірській частині Криму, у пониззі долини річки Бештерек, висота центру села над рівнем моря 198 метрів. Сусідні села Кленівка — близько 2,5 кілометра нижче по річці, Спокійне — приблизно в 1 км вище і, східніше — Верхньокурганне, приблизно в 3,5 кілометрах.
У Давидові одна вулиця — Вишнева.
| Клімат Давидового       | Клімат Давидового | Клімат Давидового | Клімат Давидового | Клімат Давидового | Клімат Давидового | Клімат Давидового | Клімат Давидового | Клімат Давидового | Клімат Давидового | Клімат Давидового | Клімат Давидового | Клімат Давидового | Клімат Давидового |
| Показник                | Січ.              | Лют.              | Бер.              | Квіт.             | Трав.             | Черв.             | Лип.              | Серп.             | Вер.              | Жовт.             | Лист.             | Груд.             | Рік               |
| Середній максимум, °C   | 4,0               | 4,8               | 8,0               | 15,1              | 20,5              | 24,8              | 27,7              | 27,3              | 22,5              | 16,4              | 10,7              | 6,6               | 15,7              |
| Середня температура, °C | 0,6               | 1,2               | 3,9               | 10,0              | 15,2              | 19,3              | 22,0              | 21,5              | 16,9              | 11,5              | 6,9               | 3,3               | 11,0              |
| Середній мінімум, °C    | −2,8              | −2,3              | −0,2              | 5,0               | 9,9               | 13,9              | 16,4              | 15,8              | 11,4              | 6,7               | 3,2               | 0,1               | 6,4               |
| Норма опадів, мм        | 53                | 41                | 39                | 35                | 41                | 53                | 43                | 40                | 37                | 34                | 48                | 63                | 527               |
| ----------------------- | ----------------- | ----------------- | ----------------- | ----------------- | ----------------- | ----------------- | ----------------- | ----------------- | ----------------- | ----------------- | ----------------- | ----------------- | ----------------- |
| Джерело:                |                   |                   |                   |                   |                   |                   |                   |                   |                   |                   |                   |                   |                   |

## Населення
Станом на 1989 рік у селищі проживали 7 осіб, серед них — 3 чоловіки і 4 жінки.
За даними перепису населення 2001 року у селищі проживали 5 осіб. Рідною мовою назвали:
| Мова       | Кількість осіб | Відсоток |
| ---------- | -------------- | -------- |
| російська  | 4              | 80,00 %  |
| українська | 1              | 20,00 %  |

В 7 дворах живуть 7 жителів.

## Політика
Голова сільської ради — Кривонос Геннадій Петрович, 1969 року народження, вперше обраний у 2006 році. Інтереси громади представляють 20 депутатів сільської ради:
| Партія          | Кількість депутатів | Відсоток |
| --------------- | ------------------- | -------- |
| Партія регіонів | 17                  | 85,00 %  |
| самовисування   | 3                   | 15,00 %  |

## Пам'ятки
У селищі розташовані руїни мечеті Джума-Джамі, яка була побудована у 1358 році і зруйнована у 1930-х роках.